# Natuurhulpcentrum
Natuurhulpcentrum vzw (afkorting NHC) is een opvangcentrum voor zieke, gewonde en hulpbehoevende inheemse wilde dieren en een tijdelijk asielcentrum voor exotische dieren. Het is gevestigd in Opglabbeek in de Belgisch-Limburgse gemeente Oudsbergen. Het centrum wordt overkoepeld door Vogelbescherming Vlaanderen. Door medewerking aan het tv-programma Dieren in nesten is het NHC in heel Vlaanderen bekend geworden.

## Taken
Op de eerste plaats is het Natuurhulpcentrum een opvangcentrum voor zieke, gewonde en hulpbehoevende inheemse wilde dieren. Daarnaast worden er ook exotische dieren opgevangen. Buiten de verzorging van dieren wil het centrum ook aan educatie doen, vooral over de opgevangen dieren.

### Inheemse dieren
Met uitzondering van zeezoogdieren worden alle hulpbehoevende inheemse (Europese) wilde dieren (vooral zoogdieren en vogels) opgevangen. De bedoeling is dat de dieren verzorgd worden en na revalidatie weer worden vrijgelaten in de natuur. Voor de verzorging van deze dieren wordt er samengewerkt met een (externe) dierenarts.

### Exotische dieren
Sinds 2001 worden er meer en meer exotische dieren opgevangen, waarbij het heel vaak gaat om door het gerecht in beslag genomen dieren. Vooral sinds het in werking treden van de zogenaamde Positieflijst zoogdieren, worden er meer exotische zoogdieren in beslag genomen en stijgt de vraag naar opvang. Het Natuurhulpcentrum is een van de weinige asielen in België dat zulke dieren kan en mag opvangen. Deze exoten kunnen zo goed als nooit worden vrijgelaten, omdat ze geboren zijn in gevangenschap, omdat hun afkomst onduidelijk is of om te vermijden dat ziektes verspreid worden. Voor deze dieren worden er dierenparken of asielen gezocht die de mogelijkheden hebben om hen voor de rest van hun leven op te vangen. Hiervoor wordt er onder andere samengewerkt met Stichting AAP.
In de periode 2001-2025 werd een dertigtal leeuwen gered uit schrijnende omstandigheden zoals circussen en illegale dierenhandel. De laatste jaren kwam een groot deel van de leeuwen uit het oorlogsgebied in Oekraïne.

### Educatie
Educatie gebeurt onder andere tijdens geleide bezoeken (het centrum is niet vrij te bezoeken), tijdens de open dagen, door middel van het tijdschrift voor de leden (NHC Info) en via de website. Men probeert bijvoorbeeld het publiek duidelijk te maken dat exotische dieren niet geschikt zijn als huisdier, men voert actie tegen de jacht etc.

## Accommodatie en materiaal

### Accommodatie
Het centrum is uitgerust om diverse dieren op te vangen en te verzorgen. Om dit zo goed mogelijk te kunnen doen, beschikt men onder andere over:
- Een intensivecareafdeling: voor dieren die geregeld verzorging nodig hebben, voor ernstig gewonde dieren, voor jonge dieren. Om deze laatste te verzorgen staan er onder meer enkele couveuses ter beschikking (oorspronkelijk uit de menselijke geneeskunde afkomstig).
- Een operatiekamer waarin de dierenarts volledige operaties kan uitvoeren. De apparatuur is ook oorspronkelijk gebruikt in de menselijke geneeskunde en omvat onder andere een röntgentoestel en men kan er bijvoorbeeld dieren onder narcose brengen.
- Multifunctionele kooien en rennen van diverse grootte waarin de meeste inheemse dieren kunnen ondergebracht worden.
- Een kooi aangepast voor de opvang van vossen; deze kooi kan ook gebruikt worden voor de opvang van bijvoorbeeld wasberen.
- Een zogeheten vliegkooi waarin roofvogels en uilen (opnieuw) kunnen leren vliegen zonder zich te verwonden.
- Enkele vijvers voor de opvang van watervogels.
- Een terrariumafdeling voor de opvang van reptielen en exotische spinnen. Omdat de nood aan opvang voor dit soort dieren zo groot is, zijn er nog enkele "losse" kleinere terraria aanwezig.
- Enkele versterkte, beveiligde binnenkooien voor de opvang van gevaarlijke, sterke dieren (vooral exoten).
- Zes verstevigde, speciaal beveiligde buitenkooien voor de opvang van gevaarlijke, sterke dieren.
- Een quarantaineafdeling.
- Een grote zaal waarin bezoekende groepen kunnen ontvangen worden, vergaderingen en lezingen gehouden kunnen worden enz.
- Een kantoorruimte voor de administratie.

### Materiaal
Men beschikt onder meer over:
- Zes voertuigen en twee aanhangwagens
- Twee kajaks
- Een motorboot
- Netten van verschillende grootte en stevigheid
- Vangstokken
- Transportkisten van diverse grootte en stevigheid
- Medisch materiaal

## Medewerkers
Om het centrum te doen draaien beschikt het Natuurhulpcentrum zowel over vrijwilligers als over betaalde krachten. Einde 2008 waren er een honderdtal vrijwilligers en zeventien (betaalde) personeelsleden. Deze laatsten bestaan voor een groot deel uit langdurig werklozen die voor een jaar vanuit de VDAB tewerkgesteld worden om werkervaring op te doen. In 2017 zijn er een honderdtwintigtal vrijwilligers en 14 betaalde medewerkers. Ook lopen er veel mensen stage.

## Inkomsten
De inkomsten van het NHC zijn afkomstig van:
- Leden (donateurs): dit is de belangrijkste inkomstenbron. Eind 2010 waren er ruim 14.000 leden.
- Sponsoring.
- Organisatie van enkele activiteiten zoals drie open dagen, een avondwandeling etc.
- Verkoop van nestkasten, T-shirts, en dergelijke.
- Rondleidingen in het centrum
- Subsidies van diverse overheden; subsidies zijn goed voor ongeveer 20% van de totale inkomsten.
- Sinds 2008 wordt er ook steun van de Nederlandse Stichting voor Hulp aan Dieren ontvangen. Om deze reden is ook het Nederlandse "Keurmerk Goed Besteed" aangevraagd en verkregen. Dit is gebeurd omdat er ook veel samengewerkt wordt met Nederland (vooral Dierenbescherming Limburg en Stichting AAP).

## Geschiedenis
Het centrum is ontstaan in 1976 als een soort vriendenclubje rond stichter en huidig voorzitter Sil Janssen. Omdat hij nergens terechtkon met een gewonde duif die hij gevonden had, besloot hij het zelf maar te proberen. Al vlug groeide het vriendenclubje uit tot een officieel erkend vogelasiel. In 1981 werd de feitelijke vereniging omgevormd tot een vzw; de oorspronkelijke naam Vogelasiel was intussen veranderd in Natuurhulpcentrum.
Het centrum is voortdurend uitgebreid. Zo werd in 1997 het huidige hoofdgebouw geopend, met o.a. een intensivecareafdeling, een operatiekamer en een ruim secretariaat. In 2005 werd er een ruime nieuwe vleugel bijgebouwd met enkele beveiligde kooien voor grote exotische dieren, een terrariumafdeling en een volledig ingerichte quarantaineruimte.
Later kocht het centrum aangrenzende terreinen over van de gemeente.
Eind 2024 werd Frederik Thoelen mededirecteur van het centrum.
In februari 2025 werd een nieuwe hoofdgebouw in gebruik genomen. In dit gebouw is het nieuwe onthaal van dieren en ruimere kooien voor exotische dieren zoals leeuwen gevestigd. In het gebouw is er een grotere winkel, een ontvangstruimte voor grote groepen, het secretariaat en enkele studio's voor gaststudenten.